# Триггві Гудмундссон
Триггві Гудмундссон (ісл. Tryggvi Guðmundsson; нар. 30 липня 1974, Вестманнові острови, Ісландія) — ісландський футболіст, нападник. Найкращий бомбардир Урвалсдейлда серед етнічних ісландців. Найрезультативнішим ісландським футболістом усіх часів у чемпіонатах, відзначився 296-ма голами.

## Клубна кар'єра
У чемпіонаті Ісландії дебютував 1992 року. З 1992 до 1997 року виступав у клубі «Вестманнаейя» (за винятком 1993 року, коли захищав кольори КР). Найрезультативнішим сезоном у вище вказаній команді став 1997, коли нападник відзначився 19-ма голами у 18-ти матчах національної першості.
1998 року перейшов до норвезького клубу «Тромсе». Пробув у команді три сезони, виходив на поле 76 разів та відзначився 36-ма голами. 2001 року ісландський футболіст підписав контракт з іншою командою з Норвегії — «Стабеком». Потім у 2004 році перейшов до шведського «Ергрюте», після чого повернувся до Ісландії. До 2009 року на батьківщині грав за «Гапнарф'ярдар», а з 2010 до 2012 року — КР.

## Кар'єра в збірній
Дебютував за національну збірну Ісландії 27 липня 1997 року в товариському матчі проти Фарерських островів, в якому в другому таймі вийшов на заміну Ріхардуру Дадасону та відзначився єдиним голом у матчі. 
20 серпня 1997 року в переможному (4:0) поєдинку проти Ліхтенштейну відзначився своїм другим голом за збірну, Триггві вийшов на 58-й хвилині замість Ейнара Даніельссона. 13 січня 2001 році відзначився своїм єдиним хет-триком за національну команду в переможному (3:0) поєдинку футбольного Суперкубку тисячоліття проти Індії. Загалом відзначився 12-ма голами у 42 матчах. За кількістю голів у матчах за національну команду перебуває на десятому місці . Востаннє футболку збірної Ісландії одягав 26 березня 2008 року у переможному (2:1) товариському матчі проти Словаччини.

## Кар'єра тренера
Працював помічником головного тренера у клубах «Вестманнаейя» (2015) та «Венгір Юпітерс» (2019). У 2021 році очолював нижчоліговий ісландський клуб «Кормаркур/Гвот».

## Особисте життя
Син, Гудмундур Триггвасон, також професіональний футболіст.

## Статистика виступів

### Клубна
| Клуб                 | Сезон             | Ліга               | Ліга  | Ліга | Кубок | Кубок | Загалом | Загалом |
| Клуб                 | Сезон             | Дивізіон           | Матчі | Голи | Матчі | Голи  | Матчі   | Голи    |
| -------------------- | ----------------- | ------------------ | ----- | ---- | ----- | ----- | ------- | ------- |
| Вестманнаейя         | 1992              | Урвалсдейлд        | 6     | 0    | —     | —     | 6       | 0       |
| Вестманнаейя         | 1993              | Урвалсдейлд        | 17    | 12   | —     | —     | 17      | 2       |
| Вестманнаейя         | Загалом           | Загалом            | 23    | 12   | —     | —     | 23      | 12      |
| КР                   | 1994              | Урвалсдейлд        | 13    | 3    | —     | —     | 13      | 3       |
| Вестманнаейя         | 1995              | Урвалсдейлд        | 18    | 14   | —     | —     | 18      | 14      |
| Вестманнаейя         | 1996              | Урвалсдейлд        | 16    | 8    | —     | —     | 16      | 8       |
| Вестманнаейя         | 1997              | Урвалсдейлд        | 18    | 19   | —     | —     | 18      | 19      |
| Вестманнаейя         | Загалом           | Загалом            | 52    | 41   | —     | —     | 52      | 41      |
| «Тромсе»             | 1998              | Тіппеліга          | 25    | 8    | —     | —     | 25      | 8       |
| «Тромсе»             | 1999              | Тіппеліга          | 26    | 13   | —     | —     | 26      | 13      |
| «Тромсе»             | 2000              | Тіппеліга          | 25    | 15   | —     | —     | 25      | 15      |
| «Тромсе»             | Загалом           | Загалом            | 76    | 36   | —     | —     | 76      | 36      |
| «Стабек»             | 2001              | Тіппеліга          | 26    | 7    | —     | —     | 26      | 7       |
| «Стабек»             | 2002              | Тіппеліга          | 25    | 15   | —     | —     | 25      | 15      |
| «Стабек»             | 2003              | Тіппеліга          | 15    | 2    | —     | —     | 15      | 2       |
| «Стабек»             | Загалом           | Загалом            | 66    | 24   | —     | —     | 66      | 24      |
| «Ергрюте»            | 2004              | Аллсвенскан        | 22    | 3    | —     | —     | 22      | 3       |
| «Гапнарф'ярдар»      | 2005              | Урвалсдейлд        | 17    | 16   | —     | —     | 17      | 16      |
| «Гапнарф'ярдар»      | 2006              | Урвалсдейлд        | 17    | 8    | —     | —     | 17      | 8       |
| «Гапнарф'ярдар»      | 2007              | Урвалсдейлд        | 17    | 8    | —     | —     | 17      | 8       |
| «Гапнарф'ярдар»      | 2008              | Урвалсдейлд        | 21    | 12   | —     | —     | 21      | 12      |
| «Гапнарф'ярдар»      | 2009              | Урвалсдейлд        | 20    | 7    | —     | —     | 20      | 7       |
| «Гапнарф'ярдар»      | Загалом           | Загалом            | 92    | 51   | —     | —     | 92      | 51      |
| «Сток Сіті» (оренда) | 2004–05           | Чемпіоншип         | 0     | 0    | 0     | 0     | 0       | 0       |
| Вестманнаейя         | 2010              | Урвалсдейлд        | 21    | 9    | —     | —     | 21      | 9       |
| Вестманнаейя         | 2011              | Урвалсдейлд        | 20    | 10   | —     | —     | 20      | 10      |
| Вестманнаейя         | 2012              | Урвалсдейлд        | 11    | 3    | —     | —     | 11      | 3       |
| Вестманнаейя         | Загалом           | Загалом            | 52    | 22   | —     | —     | 52      | 22      |
| «Фількір»            | 2013              | Урвалсдейлд        | 9     | 2    | —     | —     | 9       | 2       |
| «Коупавогур»         | 2013              | Другий дивізіон    | 10    | 5    | —     | —     | 10      | 5       |
| КФС                  | 2014              | Четвертий дивізіон | 14    | 15   | —     | —     | 14      | 15      |
| КФС                  | 2015              | Третій дивізіон    | 8     | 2    | —     | —     | 8       | 2       |
| КФС                  | Загалом           | Загалом            | 22    | 17   | —     | —     | 22      | 17      |
| «Ньярдвік»           | 2015              | Другий дивізіон    | 10    | 3    | —     | —     | 10      | 3       |
| КФС                  | 2016              | Третій дивізіон    | 7     | 4    | —     | —     | 7       | 4       |
| «Кордренгір»         | 2017              | Четвертий дивізіон | 3     | 0    | —     | —     | 3       | 0       |
| Усього за кар'єру    | Усього за кар'єру | Усього за кар'єру  | 457   | 223  | 0     | 0     | 457     | 223     |

### У збірній
| Національна збірна | Рік     | Матчі | Голи |
| ------------------ | ------- | ----- | ---- |
| Ісландія           | 1997    | 6     | 3    |
| Ісландія           | 1998    | 2     | 0    |
| Ісландія           | 1999    | 4     | 0    |
| Ісландія           | 2000    | 8     | 0    |
| Ісландія           | 2001    | 6     | 5    |
| Ісландія           | 2002    | 2     | 0    |
| Ісландія           | 2003    | 3     | 1    |
| Ісландія           | 2004    | 2     | 0    |
| Ісландія           | 2005    | 3     | 1    |
| Ісландія           | 2008    | 5     | 2    |
| Загалом            | Загалом | 41    | 12   |

## Досягнення
«Вестманнаейя»
- Урвалсдейлд
  -  Чемпіон (1): 1997
- Суперкубок Ісландії
  -  Володар (1): 1997

«Гапнарф'ярдар»
- Урвалсдейлд
  -  Чемпіон (4): 2005, 2006, 2008, 2009
- Кубок Ісландії
  -  Володар (1): 2007
- Кубок ісландської ліги
  -  Володар (3): 2006, 2007, 2009
- Суперкубок Ісландії
  -  Володар (4): 2005, 2007, 2009, 2010